# Pelourinho de Linhares (Carrazeda de Ansiães)
O Pelourinho de Linhares localiza-se na freguesia de Linhares, no município do mesmo nome, distrito de Bragança, em Portugal.
Este pelourinho encontra-se classificado como Imóvel de Interesse Público.